# Old School (serie de televisión)
Old School es un drama australiano transmitida del 23 de mayo del 2014 hasta el 11 de julio del 2014 por medio de la cadena ABC1. La serie nació del cortometraje de Paul Oliver titulado Lennie Cahill Shoots Through estrenada en el 2003.
La serie fue creada por Paul Oliver e Steve Wright, y ha contado con la participación invitada de los actores Max Cullen, Aaron Jeffery, Steve Le Marquand, Simon Westaway, Nathaniel Dean, Zoe Carides, Benjamin Winspear, Nadia Townsend, Abi Tucker, Linda Cropper, entre otros...

## Historia
La historia se centra en Ted McCabe un policía retirado que se une a Lennie Cahill, un ex-criminal para resolver crímenes, desentrañar estafas y ganar dinero, mientras intentan evitar la ira de la policía y a los criminales.
También están Shannon la nieta de Lennie, el mecánico Jason el hijo de uno de los compañeros de lennie en la prisión, la esposa de Ted una mujer fuerte y enloquecida por el deporte y un joven encantador y oportunista que intenta ganarse el afecto de Shannon.

## Personajes

### Personajes principales
| Actor                 | Personaje       | Trabajo        | Nº de episodios | Duración |
| --------------------- | --------------- | -------------- | --------------- | -------- |
| Bryan Brown           | Lennie Cahill   | ex-Criminal    | 8               | 2014     |
| Sam Neill             | Ted McCabe      | ex-Policía     | 8               | 2014     |
| Hanna Mangan-Lawrence | Shannon Cahill  | -              | 8               | 2014     |
| Peter Phelps          | Malcolm Dwyer   | -              | 8               | 2014     |
| Sarah Peirse          | Margaret McCabe | -              | 8               | 2014     |
| Damian Walshe-Howling | Vince Pelagatti | Dueño del Club | 7               | 2014     |

### Personajes recurrentes
| Actor            | Personaje      | Trabajo           | Nº de episodios | Duración |
| ---------------- | -------------- | ----------------- | --------------- | -------- |
| Steve Rodgers    | Gary Taggart   | -                 | 8               | 2014     |
| Kate Box         | Cath Khoury    | -                 | 8               | 2014     |
| Mark Coles Smith | Jason Dhurkay  | -                 | 8               | 2014     |
| Sacha Horler     | Rhonda         | -                 | 7               | 2014     |
| Harry Greenwood  | Zac            | -                 | 6               | 2014     |
| Malcolm Kennard  | Kurt Meeks     | -                 | 3               | 2014     |
| David Woodley    | Andy Cavendish | -                 | 1               | 2014     |
| Harry Cook       | Jordan Wallis  | Empleado del Club | 1               | 2014     |
| Steve Nation     | Robert Nutley  | -                 | 1               | 2014     |
| Aaron Glenane    | Leo            | -                 | 1               | 2014     |
| Neveen Hanna     | Melinda Grant  | Enfermera         | 1               | 2014     |

## Episodios
La serie está conformada por ocho episodios.

## Premios y nominaciones
| Año  | Categoría                         | Premio      | Nominados (a)                                                                | Resultado |
| ---- | --------------------------------- | ----------- | ---------------------------------------------------------------------------- | --------- |
| 2014 | Television Mini-Series - Original | AWGIE Award | Matt Cameron, Belinda Chayko, Michaeley O’Brien, Paul Oliver & Gregor Jordan | Nominados |

## Producción
La serie fue creada por Steve Wright y Paul Oliver, producida por Helen Panckhurst con la colaboración ejecutiva de Tony Ayres y Penny Chapman.
También cuenta con la participación en la dirección de Gregor Jordan, Peter Templeman y Paul Oliver, y con los escritores Belinda Chayko, Paul Oliver, Matt Cameron, Chris Hawkshaw, Gregor Jordan, Michaeley O'Brien y Nick Parsons.
La serie comenzó sus filmaciones en el sudeste de Sídney en junio del 2013.